# Luigi Zanda
Luigi Enrico Zanda Loy (Cagliari, 28 novembre 1942) è un politico e avvocato italiano, senatore della Repubblica dal 2003 al 2022.

## Biografia
Figlio di Efisio Zanda Loy, capo della polizia di stato dal 1973 al 1975, dopo aver conseguito la laurea in giurisprudenza ed essersi abilitato dapprima alla professione di procuratore legale e poi a quella di avvocato e di procuratore legale, vinse il concorso pubblico per diventare consigliere di Prefettura. Cominciò la sua attività professionale nell'ufficio legale dell'IRI; in seguito a partire dagli anni Ottanta fu per circa dieci anni consigliere di amministrazione del gruppo editoriale L'Espresso e vicepresidente dell'editoriale periodici culturali dello stesso gruppo (MicroMega, La Nuova Ecologia, Gambero Rosso).
Durante gli anni Settanta ha collaborato con il Ministro per la Riforma della pubblica amministrazione, è stato segretario-portavoce di Francesco Cossiga al Ministero dell'Interno (1976-1978) ed alla Presidenza del Consiglio dei ministri con il primo ed il secondo governo Cossiga (1979-1980). Dal 1986 al 1995 è stato presidente del Consorzio Venezia Nuova, concessionario dello Stato per gli interventi di riequilibrio ambientale e di difesa di Venezia e della sua laguna. È stato anche presidente della società per azioni mista italo-sloveno-croata Palomar, che ha operato per il riequilibrio ambientale del mare Adriatico.
Agli inizi degli anni Novanta è stato presidente di Lottomatica, società per azioni concessionaria della realizzazione e della gestione in Italia del sistema automatizzato del gioco del lotto. Negli anni dell'amministrazione di Francesco Rutelli come sindaco di Roma è stato presidente ed amministratore delegato dell'Agenzia romana per la preparazione del Giubileo del 2000, dalla sua costituzione nel giugno 1995 e sino allo scioglimento, nell'aprile 2001.
L'Agenzia era una società per azioni totalmente pubblica i cui azionisti erano il Ministero del Tesoro, il Comune di Roma, la Provincia di Roma, la Regione Lazio, la Camera di Commercio di Roma, il Comune di Firenze, il Comune di Napoli . L'oggetto sociale dell'Agenzia per il Giubileo era la preparazione di Roma e del Lazio allo straordinario flusso di pellegrini e visitatori attesi per l'anno 2000.  L'Agenzia ha operato per conto delle istituzioni pubbliche italiane ed in stretto contatto con la Santa Sede.  Durante l'anno 2000 l'Agenzia ha provveduto alla gestione dei flussi e all'organizzazione degli eventi di maggiore rilevanza.
A decorrere dal 13 aprile del 2001 l'Agenzia per il Giubileo è stata posta in liquidazione e Luigi Zanda ne è stato nominato liquidatore unico. A fine 2002 la procedura di liquidazione si è conclusa. Dall'agosto 2001 all'ottobre 2002 Zanda è stato presidente della Fondazione Palaexpo, cui è affidata la gestione delle due più importanti gallerie romane per esposizioni temporanee, le Scuderie del Quirinale (la cui progettazione, ristrutturazione e iniziale gestione erano state effettuate dall'Agenzia per il Giubileo) ed il Palazzo delle Esposizioni. Dall'aprile 2001 al novembre 2002 è stato anche presidente della Fondazione Quadriennale di Roma.
È stato consigliere onorario della Fondazione Caetani, che amministra l'Oasi di Ninfa e il Castello di Sermoneta, in provincia di Latina. Nel febbraio 2002 diventa consigliere di amministrazione della RAI in quota alla minoranza (La Margherita), ma si dimette dall'incarico nel novembre dello stesso anno, insieme all'altro consigliere di minoranza Carmine Donzelli (Democratici di Sinistra) a causa "[dell]'impossibilità di collaborare positivamente con il presidente Antonio Baldassarre e con il direttore generale Agostino Saccà".

### Elezione a senatore della Repubblica

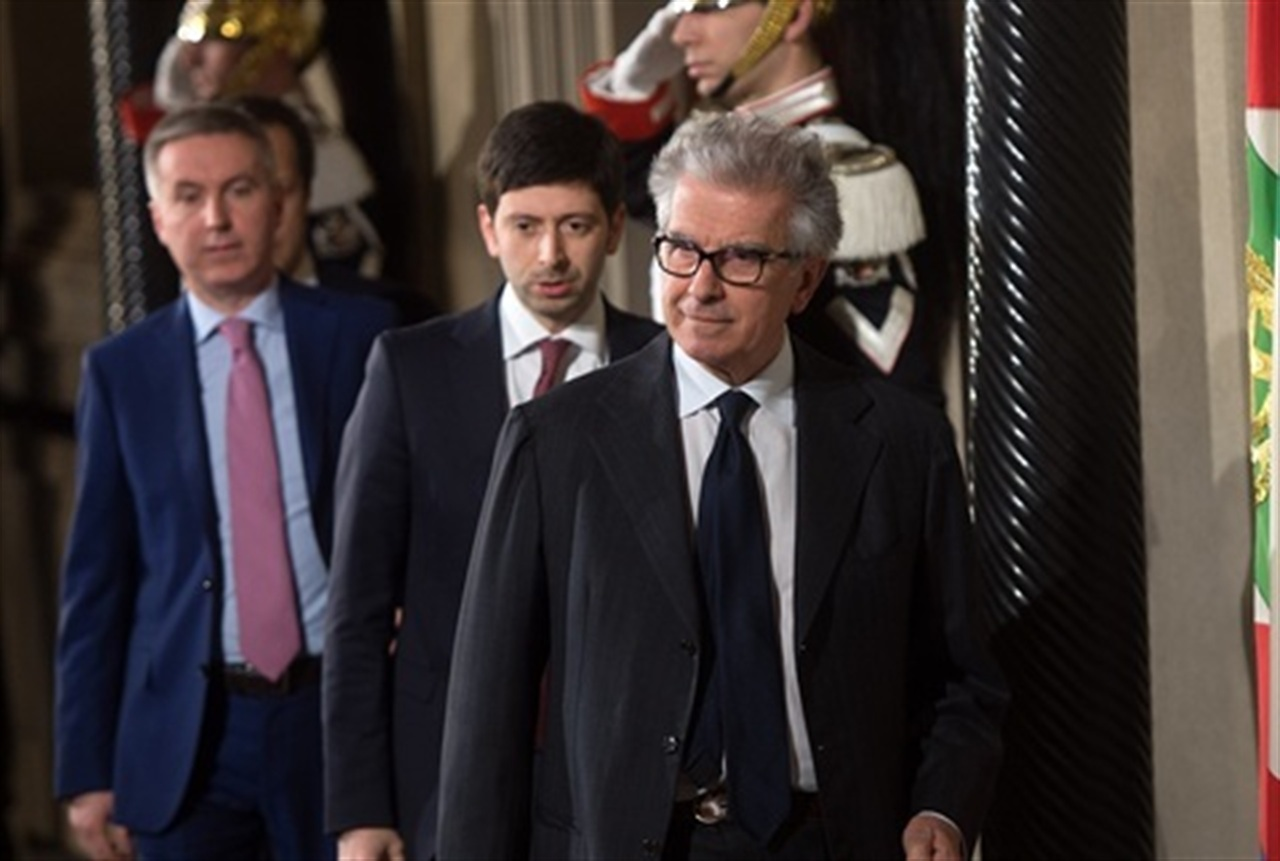
Zanda assieme a Roberto Speranza e Lorenzo Guerini durante le consultazioni del 2014

Il 23 maggio 2003 concorre da solo (perché nessun altro partito avversario aveva presentato candidati) al Senato della Repubblica con La Margherita alle elezioni suppletive per il posto del collegio elettorale uninominale di Marino lasciato vacante dal defunto senatore Severino Lavagnini. Zanda fu così eletto per la prima volta senatore nella XIV Legislatura con il 100% dei voti, ma con la più bassa partecipazione al voto nella storia della Repubblica Italiana (6,47% degli aventi diritto).
Alle politiche del 2006 viene rieletto senatore nelle liste de La Margherita, venendo confermato anche nel 2008 tra le file del Partito Democratico.
Confermato senatore per il quarto mandato consecutivo alle politiche del 2013, durante la XVII Legislatura è stato Capogruppo del Partito Democratico al Senato della Repubblica.
È membro della direzione nazionale del Partito Democratico. Alle elezioni politiche del 2018 viene nuovamente eletto senatore.
Il 17 marzo 2019, dopo la vittoria di Nicola Zingaretti alle primarie, diventa tesoriere del Partito Democratico. È stata oggetto di discussione una sua proposta di adeguamento degli stipendi dei parlamentari italiani a quelli europei, che secondo un'inchiesta del Fatto Quotidiano li avrebbe di fatto aumentati. Nell'agosto 2020, a poche settimane dal referendum costituzionale sul taglio del numero di parlamentari legato alla riforma avviata dal governo Conte I guidato dalla Lega assieme al Movimento 5 Stelle e concluso dal governo Conte II guidato dalla coalizione tra M5S e Partito Democratico Zanda annuncia il suo voto contrario, in dissidenza con la linea ufficiale del suo partito e del segretario Nicola Zingaretti, schierati per il "Sì". La sua posizione è condivisa da autorevoli esponenti dell'area di centro-sinistra come Rosy Bindi, Anna Finocchiaro e Romano Prodi.
A dicembre 2021 presenta un disegno di legge costituzionale, assieme ai senatori Dario Parrini (PD) e Gianclaudio Bressa (Per le Autonomie), che vieta la rieleggibilità del presidente della Repubblica e l'abolizione il semestre bianco.
In vista delle elezioni politiche anticipate del 2022 non viene ricandidato al Parlamento.